# Hannibal Mejbri
Hannibal Mejbri (arabe : حنبعل المجبري), né le 21 janvier 2003 à Ivry-sur-Seine, est un footballeur international tunisien qui évolue en tant que milieu de terrain au Burnley FC.
Mejbri rejoint l'équipe des jeunes de Manchester United en 2019 en provenance de l'AS Monaco. Il avait auparavant passé du temps à l'académie de Clairefontaine. Il fait ses débuts seniors pour Manchester lors d'un match du championnat d'Angleterre en mai 2021. Mejbri passe la saison 2022-2023 en prêt au club de deuxième division, Birmingham City ; il était un habitué de l'équipe et a marqué son premier but senior.
Mejbri représente la France aux niveaux des moins de 16 ans et des moins de 17 ans. Il est appelé pour la première fois en équipe nationale de Tunisie en mai 2021 et élu deux fois révélation africaine de l'année lors des prix Africa d'Or à l'âge de 18 et 19 ans.

## Biographie

### Jeunesse
Mejbri est né à Ivry-sur-Seine (banlieue parisienne) et a grandi dans le 20e arrondissement de Paris. Il rejoint le Paris FC en 2009. En 2016, il est signalé qu'il était repéré par plusieurs clubs anglais, dont Manchester United, Manchester City, Liverpool et Arsenal, et qu'il avait passé du temps à l'essai avec ce dernier. Il étudie également à INF Clairefontaine.
En 2018, alors qu'il évolue à l'AC Boulogne-Billancourt, il remporte le Paname Best Player, une récompense octroyée par le média français Panamefoot. Son frère aîné, Abderrahmen Mejbri, est un entraîneur sportif travaillant pour l'équipe du Viêt Nam et le Pho Hien FC, un club de développement de la jeunesse vietnamienne.

### Carrière en club

#### Début de carrière
Malgré l'intérêt des clubs anglais, Hannibal Mejbri fait un court passage à l'Athletic Club de Boulogne-Billancourt, avant de rejoindre l'AS Monaco en 2018 pour un montant d'un million d'euros. Bien qu'il ait été initialement impressionné par le développement des jeunes de Monaco, il est désillusionné par le club monégasque dans l'année suivant sa signature, ses parents affirmant que l'équipe de Ligue 1 ayant rompu les accords contractuels.
En 2019, il est suivi par les clubs à travers l'Europe, y compris les champions allemands, français et espagnols, le Bayern Munich, le Paris Saint-Germain et le FC Barcelone,. Mejbri déclare qu'il vivait le « côté obscur du football » avant de signer avec Manchester United et qu'il n'avait pas joué au football depuis près de quatre mois. Avant de signer, il est de retour chez lui au quartier des Amandiers et s'entraîne seul avec son frère.

#### Manchester United
Le 11 août 2019, Manchester United annonce sur son site web qu'elle a conclu un accord avec Monaco pour signer Mejbri, le jeune ayant apparemment rejeté les transferts vers d'autres clubs anglais. Les frais payés par Manchester sont estimés à environ cinq millions d'euros, pouvant atteindre dix millions d'euros en suppléments.
Hannibal Mejbri s'installe rapidement dans les équipes de jeunes de Manchester United, progressant vers l'équipe des moins de 23 ans, bien qu'il ait encore 17 ans,. Mejbri fait ses débuts en jouant pour les moins de 21 ans contre Salford City lors du trophée EFL 2020-2021 le 9 septembre 2020. Il signe un nouveau contrat avec Manchester en mars 2021. Le 20 mai 2021, il remporte le titre de Denzil Haroun Reserve Player of the Year,.
Hannibal Mejbri fait ses débuts seniors pour Manchester lors d'une victoire (2-1) sur Wolverhampton Wanderers lors du dernier match de la saison de Premier League le 23 mai 2021 ; il vient remplacer Juan Mata à la 82e minute. Le 16 septembre 2023, il marque son premier but en Premier League pour Manchester United lors d'une défaite (1-3) à domicile contre Brighton & Hove Albion.

#### Prêt à Birmingham City
Le 29 août 2022, Mejbri rejoint le club anglais de deuxième division, Birmingham City, en prêt pour la saison 2022-2023 afin de gagner du temps de jeu. Le 10 février 2023, il marque son premier but senior, contre West Bromwich Albion, sur un coup franc surprise.

#### Prêt à Séville FC
Le 15 janvier 2024, Manchester United a prêté Mejbri au club de Liga de Sevilla Fútbol Club jusqu'à la fin de la saison, avec une clause d'achat facultative estimée à environ 20 millions d'euros,.

#### Transfert à Burnley
À la fin du mercato 2024, il est transféré pour quatre ans au Burnley FC contre une indemnité de 6,4 millions d'euros. Le 11 avril 2025, il marque son premier but pour Burnley lors du 42e match du 2024-2025 de EFL Championship lors d'une victoire (2-1) contre Norwich City FC. Le club est promu en Premier League à la fin de la saison.

### Carrière internationale

#### France en moins de 16 et 17 ans
Mejbri est appelé pour la première fois en France au niveau des moins de 16 ans. Il y fait ses débuts le 25 septembre 2018 lors de la défaite (3-2) contre le Danemark. En tout, il fait douze apparitions pour l'équipe, mais seulement en matchs amicaux. Il marque un but le 22 avril 2019 lors de la victoire (4-0) contre la Côte d'Ivoire. La même année, il est également sélectionné pour la première fois au niveau des moins de 17 ans. Il fait ses débuts dans l'équipe le 22 octobre 2019, lors de la qualification du championnat d'Europe des moins de 17 ans 2020, avec une victoire (8-0) contre Gibraltar, au cours de laquelle il marque deux buts. Cependant, il n'est pas sélectionné pour la prochaine coupe du monde des moins de 17 ans. De parents tunisiens, il est également éligible pour représenter la Tunisie.

#### Tunisie
En mai 2021, Mejbri est appelé pour la première fois en équipe nationale de Tunisie engageant son avenir international avec la nation natale de ses parents. Il honore sa première sélection le 5 juin, entrant en jeu au coup d'envoi de la deuxième période contre la République démocratique du Congo au cours de laquelle il remplace Youssef Msakni à la 46e minute de jeu ; le match se termine par une victoire (1-0).
En novembre 2021, Mondher Kebaier l'a appelé pour participer à la coupe arabe de la FIFA 2021 au Qatar. réalise sa première passe décisive contre la Mauritanie lors du premier match de groupe et est nommé homme du match lors de la troisième rencontre de groupe contre la sélection émiratie (victoire tunisienne 1-0). Il est nommé une nouvelle fois homme du match lors de la demi-finale contre l'Égypte (victoire 1-0). Il participe à la quasi-totalité (88 minutes) du temps réglementaire de la finale de la coupe arabe, avant d'être remplacé par Mohamed Ali Ben Romdhane. Il est élu deux fois révélation africaine de l'année lors des prix Africa d'Or et ce en 2021 et 2022.

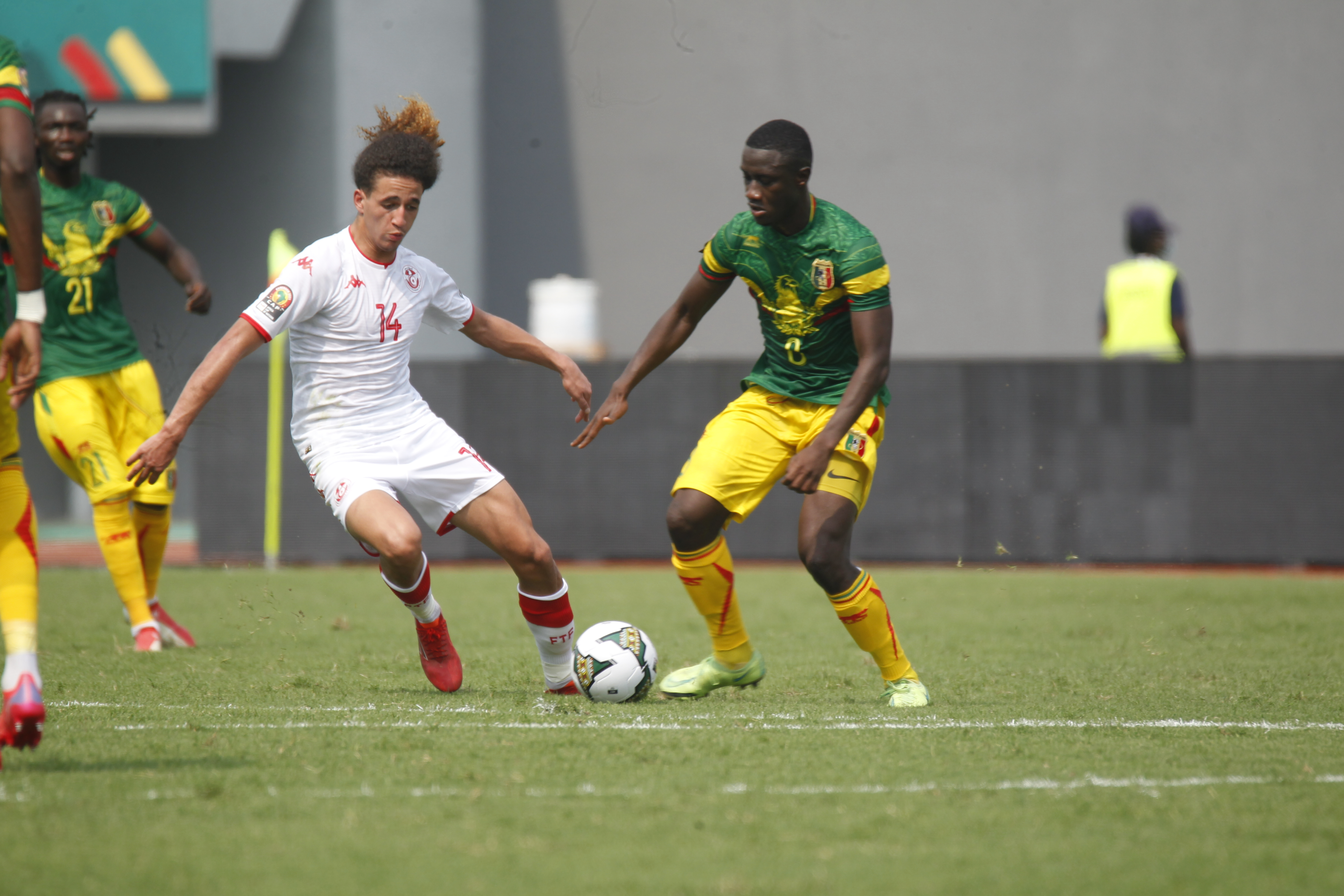
Mejbri joue pour la Tunisie contre le Mali lors de la CAN 2021.

En janvier 2022, Jalel Kadri l'appelle pour participer à la Coupe d'Afrique des nations 2021 au Cameroun, Il débute le premier match contre le Mali avec une défaite (0-1) et sort à la 46e minute. Lors du troisième match contre la Gambie, il joue 22 minutes en remplaçant Hamza Rafia à la 68e minute. Finalement, l'équipe est éliminée lors des quarts de finale par le Burkina Faso (0-1).
Le 14 novembre 2022, il est sélectionné par Jalel Kadri pour participer à la Coupe du monde 2022 au Qatar. Le 22, il fait ses débuts lors du match nul (0-0), quand il remplace Youssef Msakni à la 80e minute lors du match opposant la Tunisie au Danemark dans le groupe D. Mejbri n'est pas utilisé lors des deux matchs de groupe suivants, et la Tunisie est éliminée au tour préliminaire en tant que troisième du groupe. Mejbri participe à deux matchs des éliminatoires de la Coupe d'Afrique des nations 2023 contre la Libye (3-0 et 1-0).
Le 28 décembre 2023, lors de l'annonce de la liste des joueurs tunisiens retenus pour la CAN 2023, Hannibal Mejbri est au centre d'une polémique lorsqu'il est écarté de la liste,. Bien que Jalel Kadri soit clair en expliquant que Mejbri lui a exprimé sa volonté de ne pas disputer cette compétition en raison de sa situation difficile à Manchester United, certains ne sont pas convaincu par cet argument.

## Style de jeu
Un milieu de terrain composé sur le ballon, ancien responsable du développement de la première équipe à Manchester United, Nicky Butt, a comparé Mejbri à ses anciens coéquipiers David Beckham et Roy Keane pour ses qualités de leader. L'entraîneur Neil Ryan (en) a également félicité Mejbri, déclarant qu'il avait de grands espoirs pour le jeune meneur de jeu. Mejbri est souvent décrit comme un joueur énergique, dynamique et volontaire sur le terrain. Doté d'une agressivité importante, il n'hésite pas à participer aux phases défensives et à presser l'adversaire.

## Statistiques

### En club
| Saison                | Club                   | Championnat           | Championnat | Championnat | Championnat | Coupe nationale | Coupe nationale | Coupe nationale | Coupe de la Ligue | Coupe de la Ligue | Coupe de la Ligue | Compétition(s) continentale(s) | Compétition(s) continentale(s) | Compétition(s) continentale(s) | Compétition(s) continentale(s) | Total | Total | Total |
| Saison                | Club                   | Division              | M.          | B.          | P.d.        | M.              | B.              | P.d.            | M.                | B.                | P.d.              | Comp.                          | M.                             | B.                             | P.d.                           | M.    | B.    | P.d.  |
| 2020-2021             | Manchester United      | Premier League        | 1           | 0           | 0           | -               | -               | -               | -                 | -                 | -                 | C1+C3                          | 0                              | 0                              | 0                              | 1     | 0     | 0     |
| 2021-2022             | Manchester United      | Premier League        | 2           | 0           | 0           | -               | -               | -               | -                 | -                 | -                 | C1                             | 0                              | 0                              | 0                              | 2     | 0     | 0     |
| 2023-2024             | Manchester United      | Premier League        | 5           | 1           | 0           | 1               | 0               | 0               | 2                 | 0                 | 0                 | C1                             | 2                              | 0                              | 0                              | 10    | 1     | 0     |
| Sous-total            | Sous-total             | Sous-total            | 8           | 1           | 0           | 1               | 0               | 0               | 2                 | 0                 | 0                 | -                              | 2                              | 0                              | 0                              | 13    | 1     | 0     |
| 2022-2023             | Birmingham City (prêt) | Championship          | 38          | 1           | 5           | 3               | 0               | 1               | -                 | -                 | -                 | -                              | -                              | -                              | -                              | 41    | 1     | 6     |
| 2023-2024             | Séville FC (prêt)      | Liga                  | 6           | 0           | 0           | -               | -               | -               | -                 | -                 | -                 | C1                             | -                              | -                              | -                              | 6     | 0     | 0     |
| 2024-2025             | Burnley FC             | Championship          | 37          | 1           | 4           | 1               | 0               | 1               | 1                 | 0                 | 0                 | -                              | -                              | -                              | -                              | 39    | 1     | 5     |
| 2025-2026             | Burnley FC             | Premier League        | 1           | 0           | 0           | 0               | 0               | 0               | 0                 | 0                 | 0                 | -                              | -                              | -                              | -                              | 1     | 0     | 0     |
| Sous-total            | Sous-total             | Sous-total            | 38          | 1           | 4           | 1               | 0               | 0               | 1                 | 0                 | 0                 | -                              | 0                              | 0                              | 0                              | 40    | 1     | 4     |
| Total sur la carrière | Total sur la carrière  | Total sur la carrière | 88          | 3           | 9           | 5               | 0               | 2               | 3                 | 0                 | 0                 | -                              | 2                              | 0                              | 0                              | 98    | 3     | 11    |

### En sélection
| Saison                | Sélection             | Phases finales                                     | Phases finales | Phases finales | Phases finales | Éliminatoires | Éliminatoires | Éliminatoires | Matchs amicaux | Matchs amicaux | Matchs amicaux | Total | Total | Total |
| Saison                | Sélection             | Compétition                                        | M              | B              | Pd             | M             | B             | Pd            | M              | B              | Pd             | M     | B     | Pd    |
| --------------------- | --------------------- | -------------------------------------------------- | -------------- | -------------- | -------------- | ------------- | ------------- | ------------- | -------------- | -------------- | -------------- | ----- | ----- | ----- |
| 2020-2021             | Tunisie               | -                                                  | -              | -              | -              | -             | -             | -             | 3              | 0              | 0              | 3     | 0     | 0     |
| 2021-2022             | Tunisie               | Coupe arabe 2021+ Coupe d'Afrique des nations 2021 | 6+2            | 0+0            | 1+0            | 3             | 0             | 0             | 2              | 0              | 0              | 13    | 0     | 1     |
| 2022-2023             | Tunisie               | Coupe du monde 2022                                | 1              | 0              | 0              | 3             | 0             | 0             | 4              | 0              | 0              | 8     | 0     | 0     |
| 2023-2024             | Tunisie               | Coupe d'Afrique des nations 2023                   | -              | -              | -              | 1             | 0             | 0             | 2              | 0              | 0              | 3     | 0     | 0     |
| 2024-2025             | Tunisie               | -                                                  | -              | -              | -              | 5             | 0             | 0             | 1              | 0              | 0              | 3     | 0     | 0     |
| Total sur la carrière | Total sur la carrière | Total sur la carrière                              | 9              | 0              | 1              | 12            | 0             | 0             | 12             | 0              | 0              | 33    | 0     | 1     |

### Matchs internationaux
Le tableau suivant liste les rencontres de l'équipe de Tunisie dans lesquelles Hannibal Mejbri est sélectionné à partir du 5 juin 2021.

## Palmarès

### En club
Manchester United
- Coupe d'Angleterre :
  - Vainqueur en 2024

 Burnley
- Championship
  - Vice-champion en 2025

### En sélection
- Coupe Kirin :
  - Vainqueur en 2022[53]
- Coupe arabe des nations :
  - Finaliste en 2021[54]

## Distinctions personnelles
- Joueur de réserve de l'année Denzil-Haroun : 2020-2021[55]
- Révélation africaine de l'année (Africa d'Or) : 2021[56] et 2022[57]
- But de la saison à Birmingham City : 2022-2023[58]